# 미아
미아(迷兒)는 자신의 행방을 모르게 되고, 목적지에 도달하기 어려운 상황에 빠진 아이, 또는 그 상태를 가리킨다. 백화점과 놀이공원 등 기타 혼잡한 장소에서 본인의 목적에 관계없이 인솔자에서 아이의 위치를 확인할 수 없게 된 시점에서 미아로 간주된다. 부모를 찾지 못해 고아가 되기도 한다.